# Broughton (Aylesbury Vale)
Broughton – przysiółek (hamlet) w Anglii, w Buckinghamshire. Leży 3 km od miasta Aylesbury, 25 km od miasta Buckingham i 58 km od Londynu. Broughton jest wspomniany w Domesday Book (1086) jako Brotone. Liczył wtedy łącznie 22 gospodarstwa, co było liczbą dość znaczną na tle innych miejsc opisanych w księdze. W 1086 panował tam William z Warenne.